# Стори, Сэмюэль
Сэмюэль Стори (2 октября 1752, Маасбоммель — 8 января 1811, Клеве) — голландский военно-морской деятель, шаутбенахт (контр-адмирал).

## Биография
Сэмюэль Стори родился в городке Маасбоммель и поступил на службу в голландский военно-морской флот в 1770 году. 5 июля 1774 года он стал лейтенантом, а в 1781 году получил под своё командование  36-пушечный фрегат «Ясон». В 1793 году Стори был назначен капитаном 40-пушечного фрегата «Поллукс».
В суровую зиму 1794-1795 годов корабли голландского военно-морского флота на рейде Хеллевутслёйса вмерзли в лед на реке Маас. Тем временем, в Нидерланды вторглась французская армия.
Главнокомандующий голландским флотом лейтенант-адмирал Ян Хендрик ван Кинсберген приказал Стори не оказывать сопротивления. Таким образом Кинсберген хотел способствовать провозглашению в Голландии Батавской республики. Стори выполнил его приказ.
В феврале 1795 года новое правительство (правительство Батавской республики) назначило Стори в комиссию, которой было поручено провести инвентаризацию кораблей и военно-морских сооружений. Комиссия представила свой доклад 27 мая того же года. Из доклада следовало, что состояние военно-морского флота является плачевным. Выводы комиссии послужили основой для принятия амбициозной программы совершенствования флота в 1796 году.

### Битва при Кампердауне
Реорганизованный голландский флот был впервые испытан уже в 1797 году во время морского сражения с англичанами при Кампердауне. Одной из эскадр флота в ходе сражения руководил Стори. При изначально примерно равной численности флотов, сражение закончилось сокрушительным поражением голландцев.
В ходе сражения флагманский корабль Стори, 74-пушечный «Staaten Generaal», загорелся, и, пока его тушили, был отнесён на подветренную сторону, что сделало невозможным его возвращение в бой. Это событие немало способствовало поражению голландцев.
Сражение при Кампердауне примечательно благодаря новой тактике, примененной британским адмиралом Адамом Дунканом, которая сводилась к прорыву линии кораблей противника, вместо того чтобы плыть параллельно ей, ведя взаимный обстрел, как это обычно делалась до тех пор (отсюда и сам термин «линейный корабль»). Точка, где был осуществлён прорыв, находилась как раз перед кораблём Стори.

### Ирландское восстаниеи дальнейшие события
В 1798 году Батавская республика была приглашена своими французскими союзниками принять участие в экспедиции для оказания помощи Ирландскому восстанию 1798 года. Под командованием Стори близ Текселя была сформирована батавская эскадра. Когда голландская часть экспедиции в Ирландию была отменена, эта эскадра была  направлена в Ост-Индию.
Эскадра Стори должна была доставить туда экспедиционный корпус из 5000 солдат под командованием генерала Германа Виллема Данделса, который должен был стать главным командующим Голландской Ост-Индией. Однако, когда в Голландии узнали о готовящейся высадке англичан и русских в Голландии, и это плавание
также было отменено. При подготовке к отплытию в Ост-Индию, шаутбенахт Стори, по некоторым данным, был произведён во временные вице-адмиралы, однако потом не был утверждён в этом чине.
Когда английские и русские войска и флот в августе 1799 года появились в Голландии, Стори все еще командовал эскадрой в Текселе. Это командование закончилось так называемым «инцидентом во Флитере», который состоял в том, что эскадра Стори без боя капитулировала перед противником.
После этой капитуляции Стори оставался в английском плену до 1802 года, когда был подписан Амьенский мирный договор. Тем временем, батавское правительство заочно привлекло адмирала к суду. Из-за этого, после освобождения из плена, он не осмелился вернуться к себе на родину, и вместо этого переехал в Бремен. Тем временем, голландский Военный суд 16 января 1804 года приговорил Стори к увольнению из рядов флота и пожизненному изгнанию из страны, под угрозой казни через отсечение головы в случае возвращения. В ответ, Стори в 1805 году опубликовал за границей книгу с оправданием своих действий, однако это не повлияло на приговор.
Адмирал Стори скончался в изгнании в Клеве в 1811 году. Некоторые другие участники «инцидента во Флитере», такие, как Теодор ван Капеллен, были помилованы в 1814 году, после установления монархии в Голландии.
Портрет адмирала, представленный в шапке статьи, выполнил художник Чарльз Говард Ходжес.

## Автобиографическое сочинение
- Story, S. (1805). Verantwoording van Samuel Story (in Dutch). Amsterdam: J. Allart. OCLC 63825117.